# Pseudo-trasformata di Hadamard
In crittografia la pseudo-trasformata di Hadamard è una trasformata invertibile operante su stringhe di bit utilizzata per generare diffusione crittografica.
La stringa di bit deve essere di lunghezza pari così che possa essere divisa in 2 stringhe a e b di uguale lunghezza, ognuna composta da n bit. Per calcolare la trasformata ed ottenere a' e b', si usano le seguenti equazioni:
{\displaystyle a'=a+b\,{\pmod {2^{n}}}}
{\displaystyle b'=a+2b\,{\pmod {2^{n}}}}
L'inverso della trasformata si ottiene con le seguenti equazioni:
{\displaystyle b=b'-a'\,{\pmod {2^{n}}}}
{\displaystyle a=2a'-b'\,{\pmod {2^{n}}}}

## Generalizzazione
Le soprastanti equazioni possono essere espresse anche in algebra matriciale considerando a e b come due elementi di un vettore e la trasformata come la moltiplicazione di una matrice:
{\displaystyle H_{1}={\begin{bmatrix}2&1\\1&1\end{bmatrix}}}
L'inverso della trasformata può essere derivato invertendo la matrice.
Ovviamente la matrice può essere generalizzata astraendola a dimensioni maggiori, permettendo a vettori di qualunque dimensione in base potenza di due di essere trasformati utilizzando la seguente regola ricorsiva:
{\displaystyle H_{n}={\begin{bmatrix}2\times H_{n-1}&H_{n-1}\\H_{n-1}&H_{n-1}\end{bmatrix}}}
Ad esempio:
{\displaystyle H_{2}={\begin{bmatrix}4&2&2&1\\2&2&1&1\\2&1&2&1\\1&1&1&1\end{bmatrix}}}